# Deuteraphorura apuanica
Deuteraphorura apuanica is een springstaartensoort uit de familie van de Onychiuridae. De wetenschappelijke naam van de soort is voor het eerst geldig gepubliceerd in 1970 door Dallai.